# Nationaal Park Gorongosa

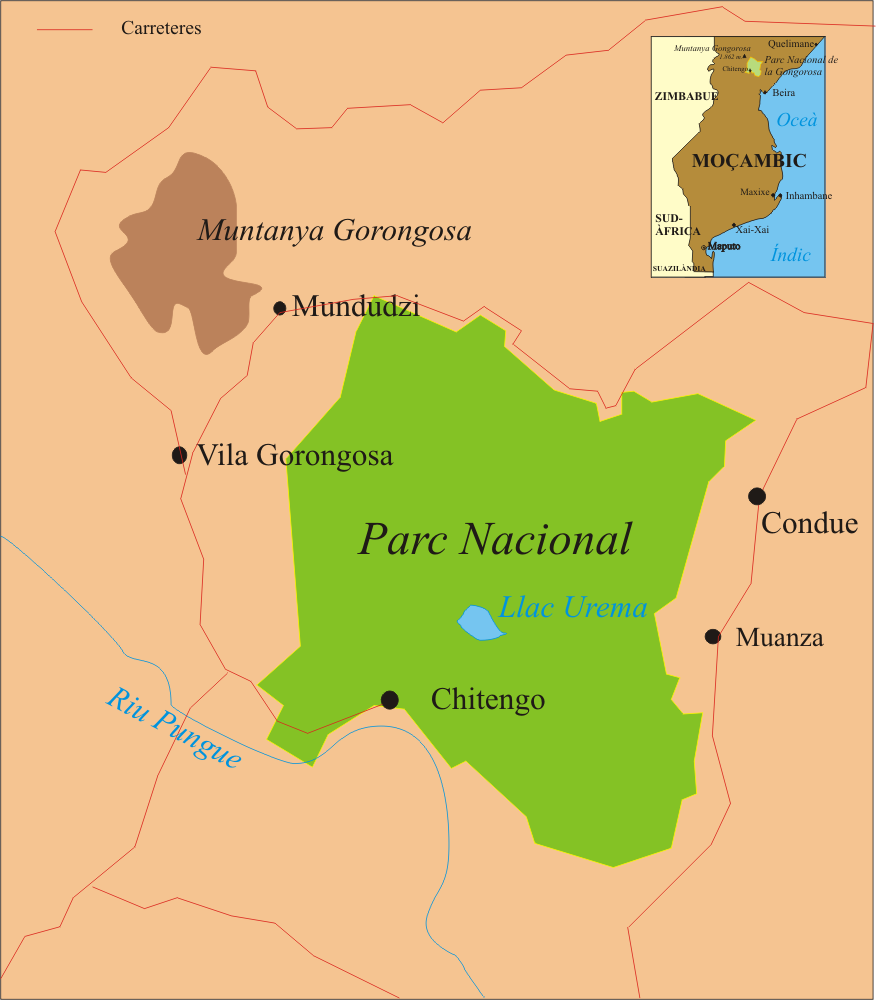

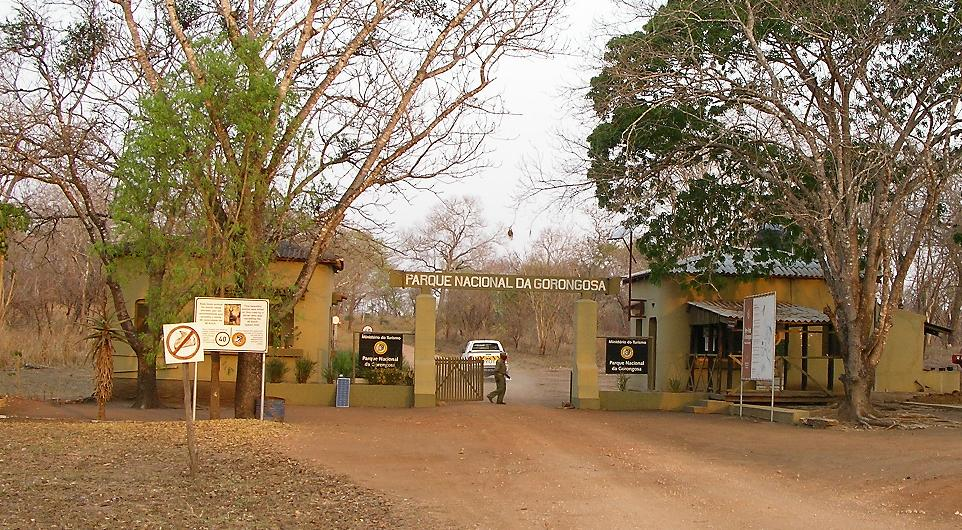
Ingang van het nationaal park

Het Nationaal Park Gorongosa is een beschermd natuurgebied van ongeveer 4.000 km² in de provincie Sofala in Mozambique. Het park werd opgericht in 1960 en bestaat voornamelijk uit savanne en graslanden in de Grote Slenk. Een deel van het park rond de berg Gorongosa bestaat uit regenwoud. 

## Geschiedenis
Het park is ontstaan uit een beschermd jachtgebied van 1.000 km² opgericht in de jaren 1920. In 1935 werd het gebied uitgebreid tot 3.500 km², onder andere om de populatie van neushoorns te beschermen. In 1951 werd het kamp Chitengo in het zuiden van het park geopend als bezoekerscentrum. In 1960 werd het gebied een nationaal park en werd uitgebreid tot 5.300 km². Maar in 1966 werd het oppervlak al weer herleid om meer grond ter beschikking te stellen voor de landbouw. Tussen 1977 en 1992 had het park erg te lijden onder de burgeroorlog in Mozambique. Vanaf 1994 werd met buitenlandse hulp een project gestart om de infrastructuur van het park en het wildbestand terug op te bouwen. Vanaf 2006 werd ook begonnen met het uitzetten van dieren uit andere gebieden. In 2010 werd het hele massief van Gorongosa hoger dan 700 meter gevoegd bij het bestaande Nationaal Park Gorongosa. De flanken van het massief boven 1.100 meter zijn bedekt met regenwoud met een oppervlakte van ongeveer 75 km². Het betreft twee niet aaneengesloten delen; tussen beide delen van het park loopt en weg tussen de plaatsen Gorongosa en Vunduzi.

## Natuur
Bij een eerste telling in 1969 werden 200 leeuwen, 2.200 olifanten, 14.000 kafferbuffels, 5.500 gnoes, 3.000 zebra's, 3.500 waterbokken, 2.000 impala's en 3.500 nijlpaarden geteld. Ook waren er grote kudden van elandantilopen, sabelantilopen en hartebeesten geteld. Ook bij de telling in 1976 was er nog een groot wildbestand. Maar na 25 jaar burgeroorlog waren de bestanden aan grote dieren grotendeels verdwenen. Vanaf 1994 begon een geleidelijk herstel. Bij een telling in 1994 werden er 100 olifanten, 300 rietbokken, 100 waterbokken en maar enkele kleinere antilopen en zebra's geteld. Door het ontbreken van olifanten en grote grazers maakte savanne plaats voor struikgewas en bos. Vanaf 2006 werden onder andere olifanten, kafferbuffels, elandantilopen en Afrikaanse wilde honden uitgezet.